# Rolf Muntz
Rolf Frederik Cornelis Muntz (Voorschoten, 26 maart 1969) is een Nederlands golfspeler.
Muntz begon op zijn tiende met het spelen van golf. Hij studeerde rechten in Leiden maar maakte deze studie niet af.

## Amateur
Muntz zat in de nationale selectie van 1986-1993. In 1990 was hij de eerste Nederlandse winnaar van het prestigieuze Brits amateurkampioenschap op Muirfield. Hij was daarna de eerste Nederlandse amateur ooit die aan het US amateurkampioenschap mocht meedoen.
In 2008 won Reinier Saxton als tweede Nederlander het Brits Amateur. "Welcome to the Club", zei Muntz.

### Gewonnen
- 1990: Brits amateurkampioenschap, NK Matchplay
- 1991: NK Matchplay, NK Strokeplay
- 1992: NK Matchplay
- 1993: NK Strokeplay

### Teams
- St Andrews Trophy: 1990, 1992
- Eisenhower Trophy: 1990, 1992

## Professional
Eind oktober 1993 werd Muntz professional. Dat jaar maakte hij tweemaal een hole-in-one, eenmaal op de 8ste hole van de Haagsche en eenmaal op de 9de hole van de Marianske Lazne Golf in Tsjechië. Verder won hij de Zuid-Afrikaanse Tourschool en in 1994 ook de Dutch Tourschool.
Twaalf jaar lang speelde Muntz onafgebroken op de Europese Tour. In 1995 was zijn beste resultaat een tweede plaats in Oostenrijk op het Hohe Brücke Open. In 1999 werd hij tweede na een play-off op het Schots PGA Kampioenschap. In 2000 won hij als eerste Nederlander een toernooi op de Europese Tour: de Qatar Masters.
Na 2005 had hij beperkt speelrecht op de European Tour. Hij verbeterde zijn swing en ging in Amerika spelen op onder andere de Hooters Tour in Florida. In 2007 slaagde Muntz er niet in zich voor de Challenge Tour van 2008 te kwalificeren.
In 2008 op het KLM Open stond hij na de eerste dag aan de leiding met -6. De tweede ronde speelde hij +2, en de derde dag maakte hij -1 en stond hij 12de. Dit bood hem alle kans om zich in ronde 4 naar de top-10 te spelen, maar dan moest hij op -7 moeten eindigen en dat lukte niet. Hij eindigde op -2, goed voor een 34ste plaats.

### Gewonnen

#### Dutch Tour
- 1994: Nedcar Nationaal Open
- 1995: Muermans Vastgoed Cup, Nedcar Nationaal Open
- 2008: Nationaal Open.

#### Challenge Tour
- 1994: Nedcar Nationaal Open op Hoenshuis en het Open in Neuchâtel.
- 1995: Nedcar Nationaal Open op de Rosendaelsche en de Challenge Chargeurs op de Golf de Bondues in Rijsel, Frankrijk.

#### Europese Tour
- 2000: Qatar Masters

### Teams
- World Cup: 1995 (met Joost Steenkamer), 1999